# Caetano Maria Lopes Gama
Caetano Maria Lopes Gama, o Visconde de Maranguape, (Recife, 5 de agosto de 1795 — 21 de junho de 1864) foi um juiz de fora, desembargador e político brasileiro.
Foi deputado geral, presidente da junta governativa da província de Alagoas, de 28 de junho a 1 de outubro de 1822. Presidiu ainda as províncias de Goiás, de 14 de setembro de 1824 a 24 de outubro de 1827, do Rio Grande do Sul, de 17 de novembro de 1829 a 22 de abril de 1830 e de 22 de agosto a 20 de dezembro de 1830, tendo sido novamente presidente de Alagoas, de 9 de dezembro de 1844 a 16 de julho de 1845. Foi também senador de 1839 a 1864 (na época o cargo era vitalício).